# Section de l'Observatoire
La section de l’Observatoire était, sous la Révolution française, une section révolutionnaire parisienne.

## Représentants
Elle était représentée à la Commune de Paris par :
- François Lecomte, né en 1748, instituteur demeurant 7 rue Saint-Dominique.
- Pain, né en 1757, peintre, demeurant 2 rue des Postes. Le 7 février 1794 il est nommé par le Conseil général de la Commune commissaire pour surveiller les « Cours Révolutionnaires  pour les fabrications de Guerre. Le 23 mars, le comité de Salut public le nommera membre de la Commission de Meudon (expériences sur les fabrications de guerre)
- Petit.

## Historique
Cette section n’a pas changé de nom au cours de la Révolution.

## Territoire
Les quartiers Saint-Jacques, de la Santé, du Val-de-Grâce et de l'Observatoire.

## Limites
La rue d'Enfer, des deux côtés, depuis la rue Saint-Dominique à la barrière ; l’enclos des Chartreux ; les murs, depuis le derrière de l’Institut, de l’Oratoire jusqu’à la barrière de l'Oursine ; la rue de l'Oursine, à gauche, depuis la barrière jusqu’à la rue Mouffetard ; la rue Mouffetard, à gauche, jusqu’à la rue Contrescarpe ; rue Contrescarpe, à gauche ; rue de la Vieille-Estrapade, à gauche ; l’Estrapade, à gauche ; rue des Fossés-Saint-Jacques, à gauche ; rue du Faubourg-Saint-Jacques, à gauche, jusqu’à la rue Saint-Dominique ; rue Saint-Dominique, à gauche, jusqu’à la rue d’Enfer, et tout l’intérieur.

## Intérieur
Les rues du Faubourg-Saint-Jacques, de la Bourbe, Maillet, Longue-Avoine, de Biron, de la Santé, des Bourguignons, des Charbonniers, des Lyonnais, de l’Arbalète, Neuve-Sainte-Geneviève, des Postes, du Cheval-Vert, des Poules, du Puits-qui-parle, de la rue du Pot-de-Fer, l’Observatoire, etc., ; généralement toutes les rues, culs-de-sac, places, etc., enclavés dans cette limite.

## Local
La section de l’Observatoire se réunissait dans la chapelle du couvent des Feuillantines qui se situait à hauteur du n° 12 de la rue du même nom alors en impasse.

## Population
13 200 habitants, dont 1 133 ouvriers et 2 800 économiquement faibles.

## 9 Thermidor an II
Lors de la chute de Robespierre, le 9 thermidor an II (27 juillet 1794), la section de l’Observatoire resta fidèle à la Convention nationale, aucun de ses représentants ne prêta serment à la Commune de Paris.
Rapport d’Edme-Bonaventure Courtois :

« De toutes les sections de Paris, celle de l’Observatoire était dans les plus mauvaises dispositions à l’époque du 9 thermidor an II (27 juillet 1794). 

Le comité révolutionnaire a nommé trois commissaires dont les fonctions étaient d’aller et de venir rendre compte de ce qui se passait. Il soustrait au commandant de la force armée l’ordre des représentants du peuple de faire marcher la force armée. Ce n’est que quand la force des évènements a déterminé à qui doit rester la victoire qu’il se décide. Il appela la Convention "une prétendue Convention". 

Le patriotisme du comité civil a suivi les évènements. 

Le commandant Surret a prêté serment à la Commune. Il a vu (Hanriot), l’a embrassé et est revenu triomphant à la section. 

L’assemblée générale ne s’est formée qu’à onze heures du soir. 

On a annulé le premier procès-verbal où des hommes mis hors la loi ont été qualifiés de patriotes. »